# Steffen Vatter
Steffen Vatter (* 24. Juni 1966) ist ein ehemaliger deutscher Fußballspieler. In der höchsten Spielklasse des DDR-Fußballs, der Oberliga, spielte er für den 1. FC Lokomotive Leipzig.

## Sportliche Laufbahn
In den Spielzeiten 1983/84 und 1984/85 gehörte er zum Juniorenoberligakader des 1. FC Lokomotive Leipzig. Dem Fußballclub der Sportvereinigung Lokomotive, somit über den Trägerbetrieb Deutsche Reichsbahn finanziert, gehörte er bereits seit 1978 an. Der sofortige Sprung in die Oberligamannschaft gelang Vatter nach seiner Juniorenzeit zunächst nicht.
Vor der Saison 1987/88 nahm Trainer Hans-Ulrich Thomale den gelernten Elektromonteur ins Leipziger Erstligaaufgebot auf. Am 9. Spieltag dieses Spieljahres wurde der Mittelfeldspieler beim 2:0-Auswärtssieg der Leipziger beim 1. FC Union Berlin zum ersten und einzigen Mal im ostdeutschen Oberhaus eingesetzt. Fünf Minuten vor dem Ende der Partie am 17. Oktober 1987 kam der 21-jährige Debütant für Hans-Jörg Leitzke auf das Feld, um den Vorsprung sichern zu helfen.
Im Sommer 1988 wechselte Vatter vom 1. FC Lok zur Betriebssportgemeinschaft Motor Grimma, von der einst zum Fußballclub in der Messestadt delegiert worden war, in die zweitklassige Liga. Ein Jahr später zog es ihn zur BSG Stahl Riesa, für die er zwei Spielzeiten bis zur Zusammenführung von ost- und westdeutschem Fußball aktiv war.
1997/98 war er in der viertklassigen Oberliga Nordost für den SV 1919 Grimma am Ball. In der 1998/99 tauchte Vatter beim FC Sachsen Leipzig in der damals drittklassigen Regionalliga Nordost im Kader auf und bestritt 14 Punktspieleinsätze für die Leutzscher.